# Форбункер

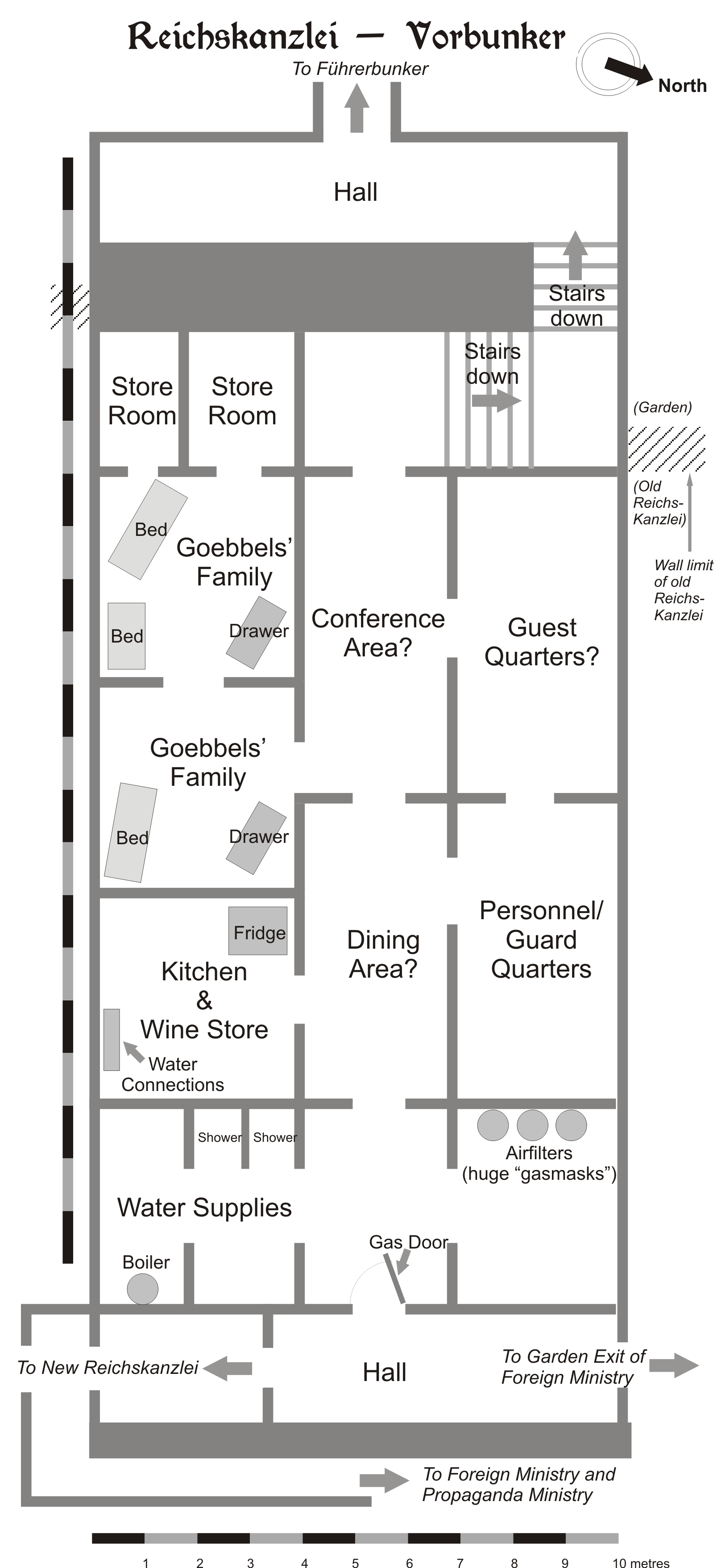
Схема Форбункера в апреле 1945 года

Форбункер (нем. Vorbunker — верхний или передний бункер) — подземное железобетонное бомбоубежище для Гитлера, его обслуги и телохранителей, построенное в 1936 году позади большого вестибюля, пристроенного к зданию старой Рейхсканцелярии в Берлине. Официальное название до 1943 года — «бомбоубежище Рейхсканцелярии», в 1943 году к нему этажом ниже пристроен Фюрербункер. 16 января 1945 года Гитлер переселился в Фюрербункер со своим персоналом, включая Бормана. Позднее в Фюрербункер переехали Ева Браун и Йозеф Геббельс, а Магда Геббельс с шестерыми детьми поселились в Форбункере, где пребывали до своей смерти 1 мая 1945.

## Строительство
В 1933 году Гитлер, считая Рейхсканцелярию слишком малой для себя, принял решение расширить здание. 21 июля 1935 года архитектор Леонхард Галл подготовил чертежи пристройки к Старой Рейхсканцелярии — с большим вестибюлем и бальным залом (залом для приема дипломатов). Из подвала этого зала был вход в убежище, в дальнейшем известное как Форбункер. Это был основной вход, который находился в юго-восточной части бункера, через лестничную клетку, от которой вели два подземных тоннеля: юго-восточный — вёл к зданию Новой Рейхсканцелярии, северо-восточный — к зданиям Министерства иностранных дел и Министерства пропаганды. Запасной выход находился в северо-восточной части бункера и вёл в сад Министерства иностранных дел.
Строительство проводила компания Hochtief AG. Перекрытие Форбункера было толщиной 1,6 метра — вдвое толще соседнего бомбоубежища в здании Министерства авиации. Стены были фундаментом вестибюля пристройки и имели толщину 1,2 метра. Сооружение завершено в 1936 году. В бункере было 12 помещений, доступных из общего коридора. Строительство Форбункера обошлось в 250,000 рейхсмарок.
С усилением авианалётов бомбардировочной авиации союзников на Берлин, к 1944 году к Форбункеру с юго-юго-запада был пристроен Фюрербункер, расположенный на 2,5 метра ниже, под садом в 120 метрах от здания Новой Рейхсканцелярии. Бункеры соединялись коленчатой (не спиральной) лестницей и были разделены прочными стенами с бронированными дверьми. В феврале 1945 года помещения для Гитлера были обставлены богатой мебелью из Рейхсканцелярии и украшены несколькими картинами.

## События

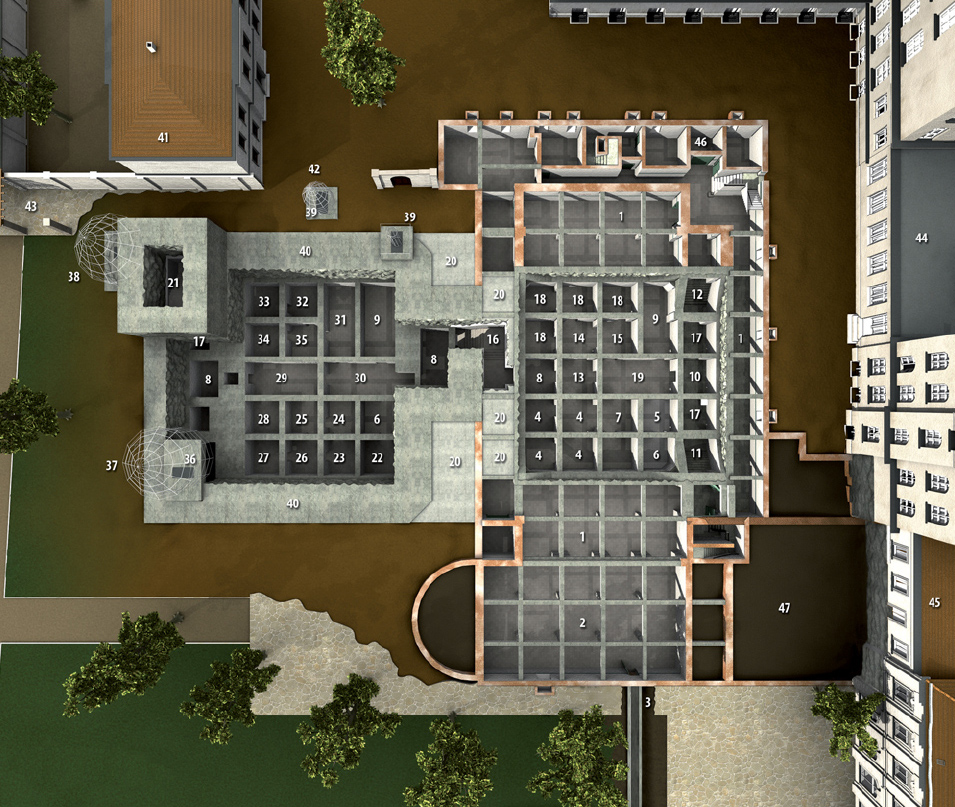
Трёхмерная модель Фюрербункера (слева) и Форбункера (справа)

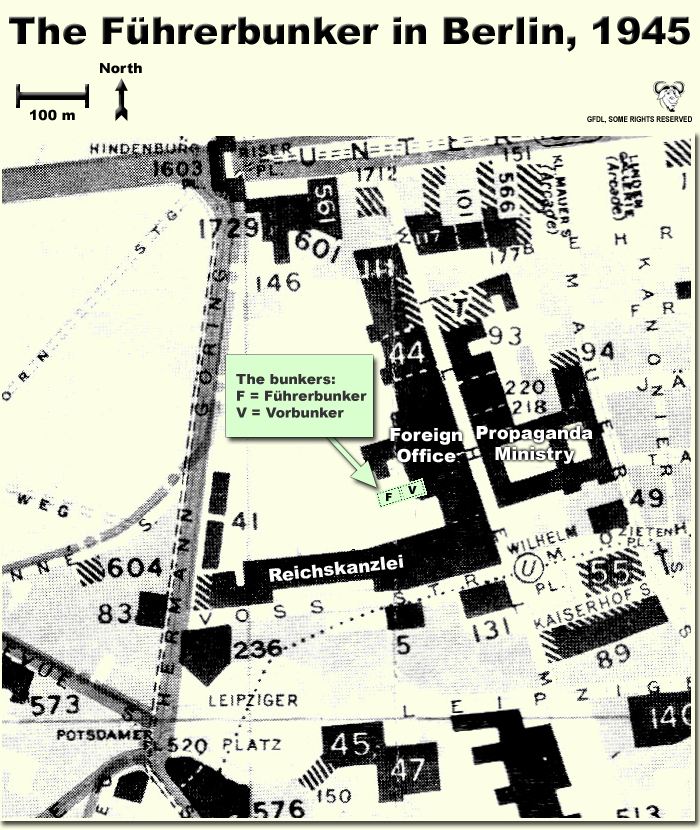
Расположение бункеров на карте

Первые учения противовоздушной обороны в центральном административном районе Берлина состоялись осенью 1937 года. В частности, инструкция гласила:
Из зданий Вильгельмштрассе, № 78 и Фосштрассе, № 1 эвакуация идёт в принадлежащие им убежища, жители Канцелярии (Вильгельмштрассе, № 77) — в убежище под бальным залом.
«Жителями» Канцелярии были Гитлер, его телохранители, адъютанты и обслуживающий персонал. Форбункер использовался Гитлером (только как временное укрытие) начиная с первых британских воздушных налетов на Берлин, которые начались в августе 1940 года. 16 января 1945 года Гитлер с Борманом и другими приближёнными переселился на постоянной основе уже в Фюрербункер . После этого Форбункер использовался для проживания армейских чинов и охраны Гитлера. С началом битвы за Берлин в апреле 1945 года в знак преданности Гитлеру в Форбункер перевёз семью Геббельс. Сам Геббельс поселился в Фюрербункере в комнате, освобождённой личным врачом Гитлера Мореллем. Две комнаты Форбункера занимало продовольственное обеспечение: на кухне готовила личный повар и диетолог Гитлера Констанция Манциарли. Кухня была оборудована холодильником и винным погребком.
Вечером 1 мая 1945 года Геббельс вызвал стоматолога и штурмбаннфюрера СС Хельмута Кунца, чтобы сделать детям инъекцию морфина. Кунц показал под присягой, что сделал эти инъекции, но цианид детям Геббельса давали Магда Геббельс и личный врач Гитлера оберштурмбаннфюрер СС Людвиг Штумпфеггер. 
После этого Геббельсы поднялись в разбомбленный сад Канцелярии. Как они умерли, точно не известно: либо Геббельс застрелил жену и застрелился сам, либо они приняли цианид и затем были избавлены от мучений адъютантом Геббельса Швагерманном. В 1948 году Швагерманн показал, что Геббельсы вышли в сад, а он оставался на лестнице, откуда услышал два выстрела, вышел на поверхность и увидел их обоих мёртвыми. Согласно приказу Геббельса, он позвал другого эсэсовца, они несколько раз выстрелили в Геббельса, и он не показал признаков жизни. Тела были залиты бензином и подожжены, но обгорели не сильно и остались не похоронены.
Около часа ночи 2 мая 1945 года советские радисты перехватили сообщение 55-го бронекорпуса о немедленном прекращении огня и о том, что парламентёры с белым флагом выйдут к Потсдамскому мосту. Советские войска взяли Рейхсканцелярию рано утром 2 мая, генерал артиллерии  и командир Берлинского укрепрайона Вейдлинг сдался в 6 утра. После того, как все покинули бункер или покончили с собой, последним остался электромеханик Йоханнес Хеншель, который обеспечивал водой и электричеством госпиталь в канцелярии. Хеншель сдался Красной армии в 9 утра 2 мая. Тела детей Геббельса были найдены 3 мая. Шестеро лежали в постелях, на лицах — явные следы отравления цианистым калием.

## После войны
Оба здания Рейхсканцелярии были снесены советскими оккупационными войсками в 1945—49 годах в процессе уничтожения всяких свидетельств существования Нацистской Германии. Бункер уцелел в частично затопленном состоянии. В декабре 1947 года советские войска пытались его подорвать, но не смогли снести ничего, кроме перегородок. В 1959 году власти ГДР начали систематическое уничтожение канцелярии и бункера. В 1974 году из бункеров было откачано около 1,5 м грунтовых вод, и Штази обследовала Форбункер и сделала обмеры Фюрербункера. Недалеко от этого места прошла Берлинская стена, поэтому участок оставался в запустении до объединения Германии.
В ходе застройки района в 1988—89 годах находили различные части бункерного комплекса. В апреле 1988 года после четырёх дней откачки, правительство ГДР позволило журналистам посетить и сфотографировать Форбункер. Вход был со стороны бывшей Канцелярии. В бункере нашли много грязи, пустые и битые бутылки, остовы кроватей детей Геббельса. В Фюрербункер зайти не удалось, потому что он был затоплен, а вход со стороны Форбункера завален в результате попытки сноса в 1947 году. После этого обследования бункерный комплекс был, по большей части, уничтожен, начиная с перекрытия и стен Форбункера
Чтобы место не стало достопримечательностью, его застроили. На месте запасного выхода в сад канцелярии, например — парковка.

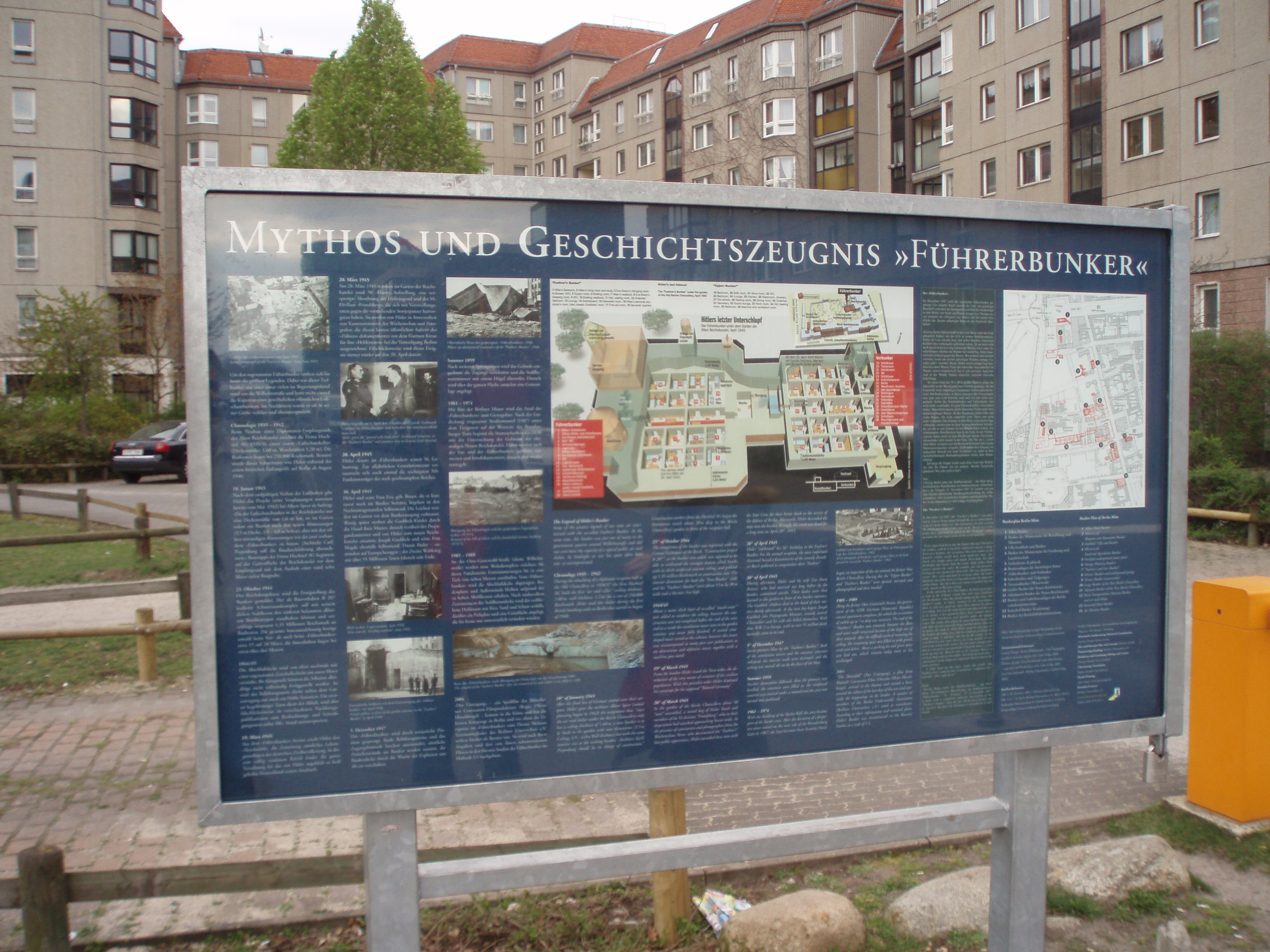
Табличка бункерного комплекса (2007)

8 июня 2006 года при подготовке к чемпионату мира по футболу место расположения фюрербункера было отмечено табличкой с его схематическим изображением на углу двух небольших улиц в трёх минутах от Потсдамской площади (Ин-ден-Министергартен и Гертруд-Кольмарштрассе). В церемонии открытия таблички принял участие один из последних на тот момент живых обитателей бункера телохранитель Гитлера Рохус Миш.